# Neolítico Pastoral

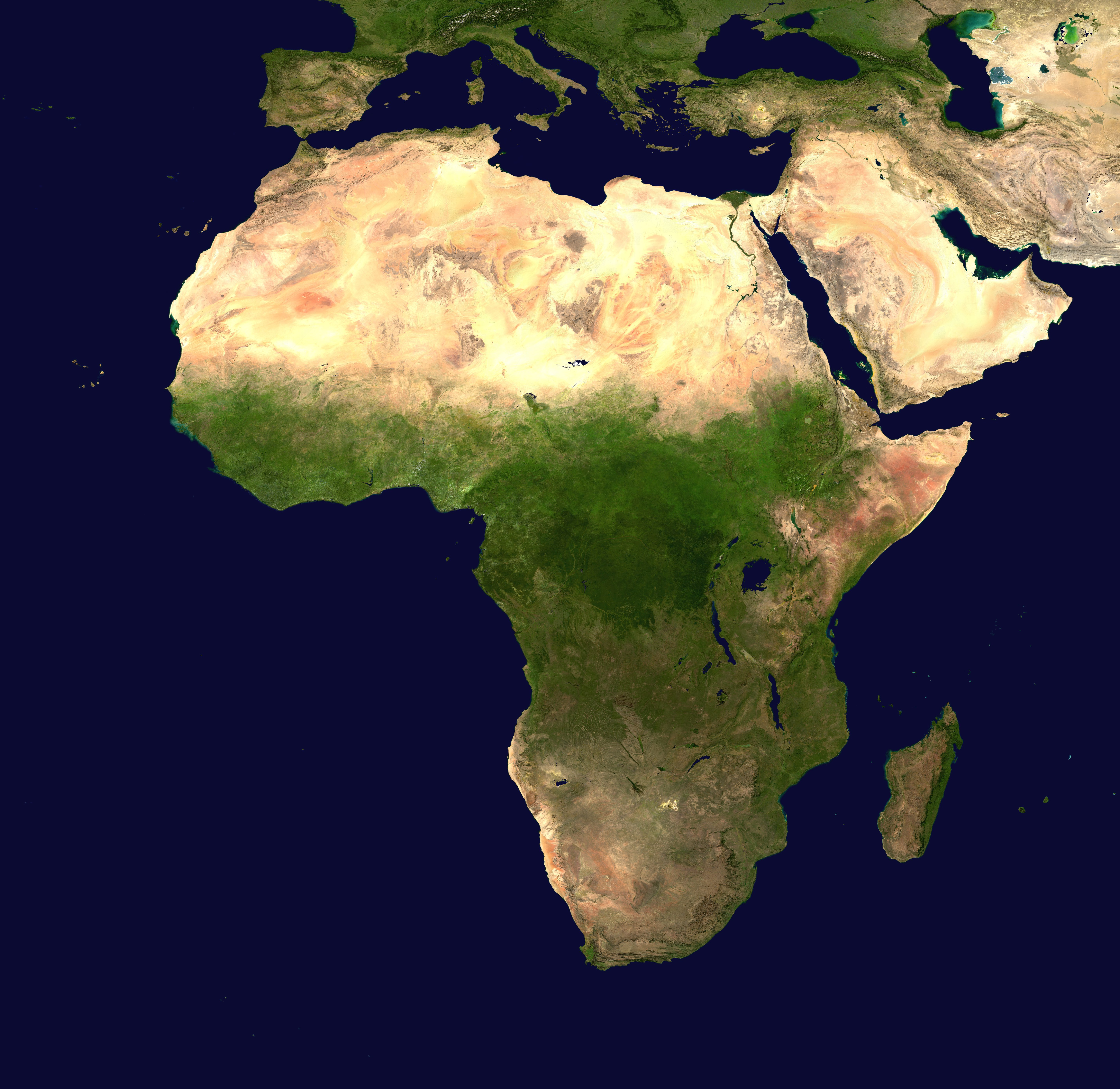
África

El Neolítico Pastoral (5000 AP - 1200 AP) se refiere a un período en la prehistoria de África, específicamente en Tanzania y Kenia, que marca el comienzo de producción de alimentos, la domesticación del ganado y el uso de la cerámica en la región después de la Edad de Piedra Tardía. Las fechas exactas de este período de tiempo siguen siendo inexactas, pero los primeros sitios del Neolítico Pastoral respaldan el comienzo del arreo de animales en el año 5000 AP. En contraste con el Neolítico en otras partes del mundo, donde se desarrollaron sociedades agrarias, la primera forma de producción de alimentos en África fue el pastoreo nómada, o formas de vida centradas en el arreo y gestión del ganado. El cambio de la caza a la producción de alimentos se basó en el ganado que había sido domesticado fuera de África oriental, especialmente en el norte de África. Este período marca el surgimiento de las formas de pastoreo que aún están presentes. La dependencia de la ganadería marca la desviación de la caza-recolección, pero precede a un importante desarrollo agrícola. Las tendencias exactas de movimiento de los pastores neolíticos no se han comprendido completamente.
Los arqueólogos utilizan con mayor frecuencia el término "neolítico pastoral" para describir los primeros períodos pastoriles en África oriental (también conocido como el "neolítico de África oriental"). En el Sahara, los cazadores-recolectores adoptaron por primera vez ganado (p. ej., vacas, ovejas, cabras) entre el octavo y el séptimo milenio antes de Cristo. A medida que las praderas del Sahara Verde comenzaron a secarse a mediados del Holoceno, los pastores se fueron extendiendo hacia el valle del Nilo y África Oriental.
Durante el Neolítico pastoral en África oriental (5000 AP - 1200 AP), los arqueólogos han identificado dos grupos de pastores que se extendieron por el sur de Kenia y el norte de Tanzania; coexistieron junto a los cazadores-recolectores de la fase 5 de Eburran; estos grupos son conocidos como el Neolítico Pastoral de Sabana y el Elmenteitano. El Neolítico pastoral en África oriental fue seguido por la Edad del Hierro pastoral hace aproximadamente dos mil años, durante la cual la agricultura, la tecnología del hierro y los hablantes de bantú se extendieron por la región.

## Orígenes

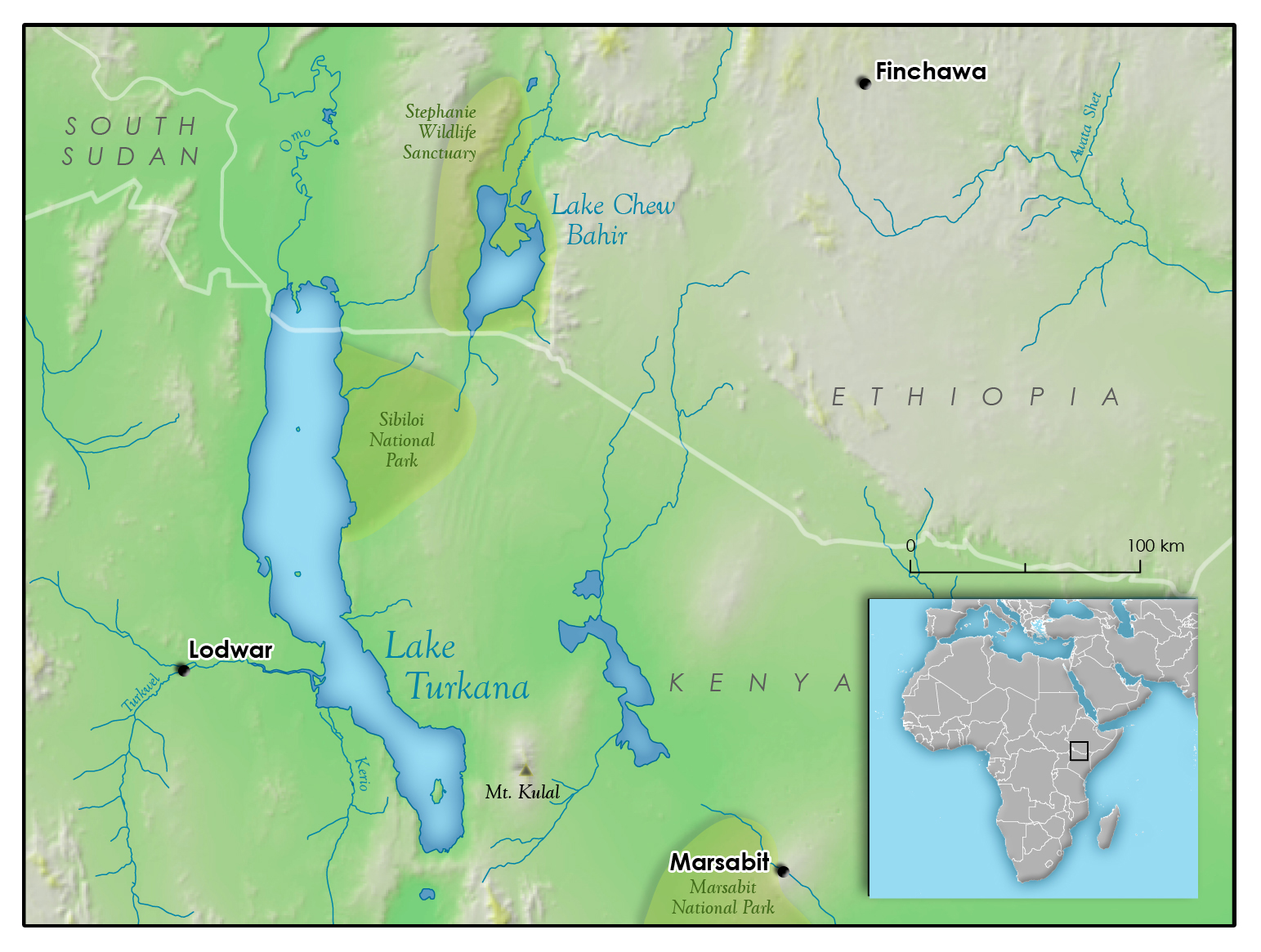
La región del lago Turkana

El concepto Neolítico Pastoral (5000 AP - 1200 AP) se refiere a un período en la prehistoria de África, específicamente en Tanzania y Kenia, que marca el comienzo de producción de alimentos, la domesticación del ganado y el uso de la cerámica en la región después de la Edad de Piedra Tardía. Las fechas exactas de este período de tiempo siguen siendo inexactas, pero los primeros sitios del Neolítico Pastoral respaldan el comienzo del arreo de animales en el año 5000 AP. En contraste con el Neolítico en otras partes del mundo, donde se desarrollaron sociedades agrarias, la primera forma de producción de alimentos en África fue el pastoreo nómada, o formas de vida centradas en el arreo y gestión del ganado. El cambio de la caza a la producción de alimentos se basó en el ganado que había sido domesticado fuera de África oriental, especialmente en el norte de África. Este período marca el surgimiento de las formas de pastoreo que aún están presentes. La dependencia de la ganadería marca la desviación de la caza-recolección, pero precede a un importante desarrollo agrícola. Las tendencias exactas de movimiento de los pastores neolíticos no se han comprendido completamente.
El registro faunístico muestra que el ganado de los pastores neolíticos no fue domesticado en África oriental, sino que se introdujo en África oriental: no se encontraron restos de bovinos, ovinos o caprinos salvajes. Los fósiles de animales domesticados comunes no se encuentran en sitios excavados en África oriental (como la cuenca del lago Turkana, la cuenca del lago Nakuru, las llanuras del Serengeti, el lago Eyasi), lo que sugiere que no estuvieron presentes durante la transición al neolítico pastoral. La evidencia limitada de pinturas rupestres del monte Elgon, en Kenia, es consistente con la presencia de razas de ganado de África del norte durante el Neolítico Pastoral.
La evidencia genética muestra que la persistencia de la lactasa se desarrolló en las poblaciones de África Oriental entre el 7000 y el 3000 antes del presente, lo que es consistente con la evidencia existente sobre la introducción de la ganadería.

## Patrones migratorios
La forma exacta en que el pastoreo llegó a África Oriental durante el Neolítico Pastoral no se entiende completamente. Las herramientas de cerámica y piedra encontradas cerca del lago Turkana respaldan que los inmigrantes de Etiopía y Sudán viajaron hacia el sur en pequeñas ráfagas e introdujeron el pastoreo.
Una cantidad considerable de evidencia respalda el caso de que hubo dos grandes expansiones (asociadas con la difusión de las lenguas afroasiáticas y nilo-saharianas) en el este de África que transformaron los sistemas alimentarios de la región.
Usando ADN extraído de restos óseos en la Edad de Piedra tardía, el Neolítico Pastoral y sitios en Kenia y Tanzania, un estudio realizado por Prendergast et al. (2019) concluye que los hablantes afroasiáticos modernos están conectados ancestralmente con grupos que vivieron durante el Neolítico Pastoral. Los idiomas afroasiáticos son hablados por grupos modernos en el norte de África, el Cuerno de África y el Medio Oriente.
Un estudio reciente publicado en la revista Nature analizó una muestra de Kadruka, en la Alta Nubia, fechada aproximadamente en el año 2000 a. C. y descubrió que era genéticamente indistinguible de las del Neolítico Pastoral. Los autores del estudio, entonces, teorizan que el Neolítico Pastoral probablemente surgió a través de una rápida migración desde el valle del Nilo, sin una mezcla significativa con los recolectores indígenas de África Oriental como se pensaba anteriormente.
En África meridional también se argumenta que el cultivo de plantas ocurrió considerablemente más tarde que la domesticación del ganado y de otros animales. Se cree que esto también ha sido cierto para otras áreas del mundo como India y Perú. Marshall et al (2002) toman el décimo milenio AP como el de la domesticación del ganado en África. Estos investigadores ubican la domesticación de plantas en algún momento después del 4000 AP. Su punto es que la ventaja del rendimiento no es, en el contexto africano, un factor importante en comparación con los riesgos de la aridez y la necesidad de moverse para asegurar la alimentación del ganado. Estas son conclusiones basadas en restos; en estudios basados en análisis químicos se detecta un beneficio continuo de las actividades de pastoreo del Neolítico. Se especula que los pastizales más ricos persisten porque atraen tanto a los pastores salvajes como a los animales de manada, perpetuando así el ciclo.

## Características culturales
Los pastores del Neolítico empleaban diversas estrategias de subsistencia (como pesca y pastoreo) y generalmente están asociados con herramientas de piedra, cerámica y tradiciones funerarias.

### Prácticas pastorales
El cambio de la caza-recolección al pastoreo se desarrolló gradualmente, durante miles de años, durante el Neolítico Pastoral. El Neolítico Pastoral de África Oriental es uno de los pocos en la historia mundial donde el pastoreo precedió significativamente a la producción agrícola de alimentos.
La transición principal de economías predominantemente cazadoras-recolectoras a economías predominantemente pastoriles puede haber ocurrido alrededor del 3000 AP. Hay restos limitados de animales domesticados en sitios anteriores al 3000 AP.  Por ejemplo, en el sitio del abrigo rocoso de Enkapune Ya Muto en la escarpa de Mau, en el centro de Kenia, entre la evidencia de la mayoría de la fauna salvaje, hay pocos dientes caprinos (cabra/oveja) que datan de alrededor de 4400 AP.  Se cree que el período de tiempo entre la introducción inicial de los domesticados y su adopción total ocurrió entre la separación cultural de las poblaciones inmigrantes y las poblaciones indígenas en la región.  Además, la evidencia paleoclimática del lago Naivasha, Kenia, sugiere que los patrones de lluvia pueden no haber sido favorables para el pastoreo lechero hasta alrededor del año 3000 AP. Después de 3000 AP, la mayoría de la fauna que se encuentra en los sitios del Neolítico Pastoral proviene de animales domesticados en lugar de animales no domesticados. En ese momento, muchas comunidades se dedicaban exclusivamente a la ganadería y al pastoreo. 

### Uso de herramientas líticas
En comparación con el uso de piedra asociado con la agricultura, los informes arqueológicos sobre el uso de piedra proporcionan información sobre el desarrollo y uso tecnológico durante el Neolítico pastoral.
El importante estudio arqueológico del siglo XX sobre las culturas de cuencos de piedra realizado por Louis Leakey y Mary Leakey descubrió una cantidad considerable de evidencia sobre los sistemas alimentarios durante el Neolítico pastoral.
Se estima que el sitio arqueológico de Luxmanda, en Tanzania, fue ocupado inicialmente alrededor del año 3000 a. C., lo que lo convierte en el sitio neolítico pastoral más meridional de África hasta la fecha. El tamaño de las herramientas de piedra encontradas en Luxmanda establece que los asentamientos neolíticos pastorales pueden no haber sido móviles. Las piedras se utilizaban para moler alimentos de origen vegetal de alto valor nutritivo, así como para triturar médula ósea y extraer grasa. Estas herramientas de piedra encontradas en Luxmanda, Tanzania, desafían las ideas establecidas sobre los patrones de viaje y los sistemas alimentarios durante el Neolítico pastoral.
La evidencia arqueológica de la región del lago Turkana muestra que las cerámicas Nderit e Ileret surgieron en la región entre 4500 y 4200 años antes del presente. La introducción de estas distintivas formas de cerámica decoradas y moldeadas está asociada con la domesticación de ovejas y ganado en la región.

### Tradiciones funerarias

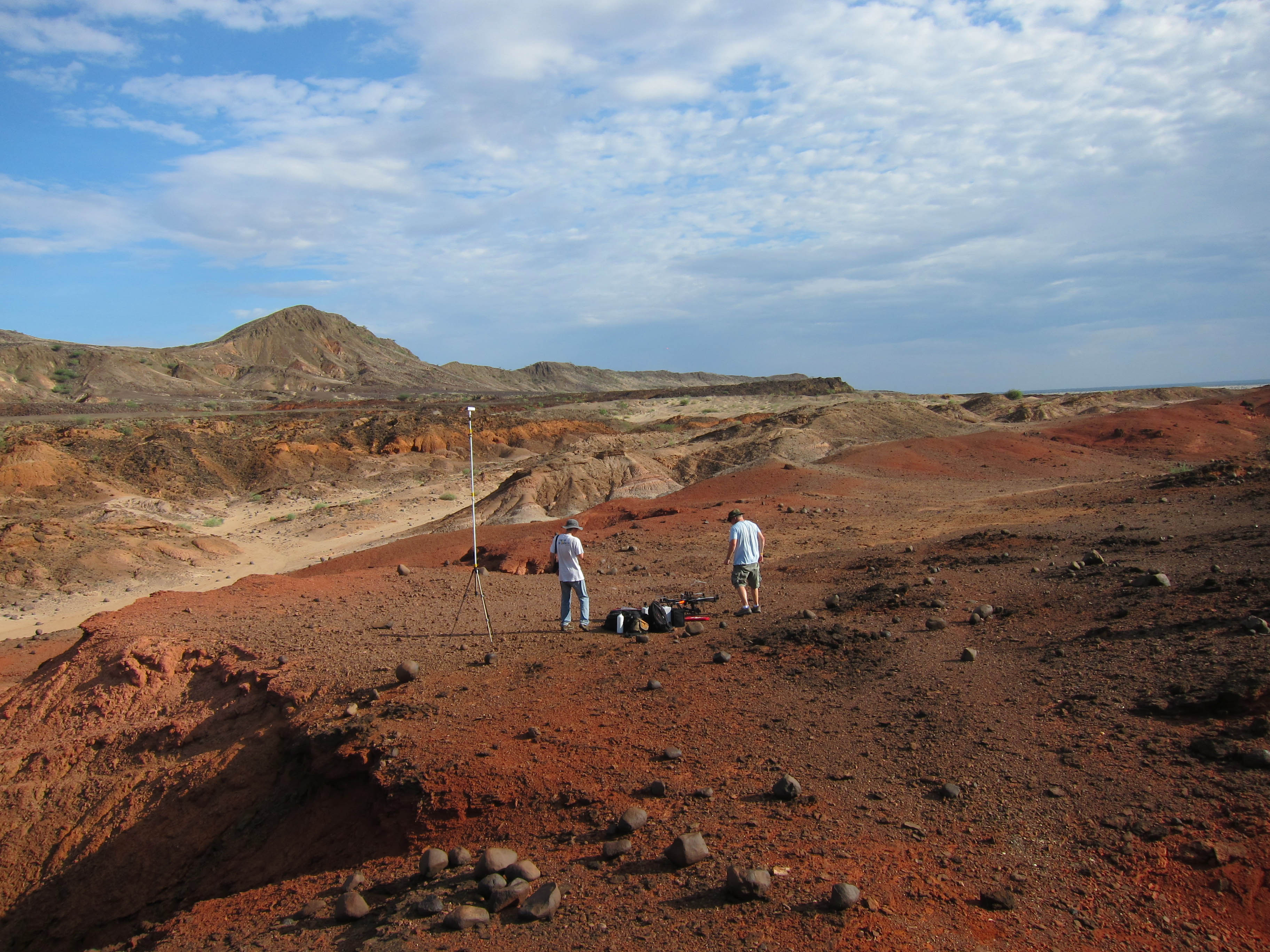
El yacimiento de Lothagam en el norte de Kenia

Las excavaciones de cementerios y lugares de enterramiento de comunidades durante el Neolítico pastoral proporcionan información sobre las tradiciones y estructuras sociales asociadas con este período.
El yacimiento de Lothagam es un cementerio comunal en la región del lago Turkana donde se encuentran los primeros yacimientos neolíticos pastorales. El sitio del pilar norte de Lothagam consiste en una gran cavidad construida con rocas grandes, que se estima que alberga al menos 580 individuos. La demografía de las personas enterradas varía en cuanto a edad, sexo y clase social prevista. Este sitio es coherente con la narrativa de las comunidades en movimiento a lo largo del Neolítico Pastoral.

## Declive
La introducción de la metalurgia alrededor de 1200 AP marca el final del Neolítico Pastoral. Los pastores que utilizaban hierro en la Edad del Hierro Temprana están formados por poblaciones que descienden de poblaciones neolíticas pastorales, poblaciones inmigrantes del norte de África y poblaciones de otros lugares. Al Neolítico Pastoril le siguen la Edad del Hierro Pastoral y la Edad del Hierro.